# Georg Lippke
Georg Lippke (* 22. Februar 1906 in Danzig; † 28. Oktober 1999 in Baden-Baden) war ein deutscher Verwaltungsjurist und Oberbürgermeister von Danzig.

## Leben
Lippke war Sohn eines Architekten. Er studierte Rechtswissenschaft an der Albertus-Universität Königsberg. Im Wintersemester 1926/27 wurde er Mitglied des Corps Masovia. Lippke trat zum 1. November 1931 der NSDAP bei (Mitgliedsnummer 719.750) und betätigte sich für die Partei als Kreisschulungsleiter und Gauredner. Als  promovierter Regierungsassessor wurde er am 15. April 1936 für zwölf Jahre zum unbesoldeten Stadtrat in Zoppot gewählt. Am 30. Mai 1938 kam er als Oberregierungsrat zur Abteilung A der Verwaltung der  Freien Stadt Danzig. Vom 1. November 1939 bis zum 30. März 1945 war er Oberbürgermeister von Danzig. Lippke betätigte sich im Reichsgau Danzig-Westpreußen als NSDAP-Oberabschnittsleiter und Gauamtsleiter für Kommunalpolitik sowie ab 1940 als Leiter der Verwaltungsakademie. Beim NSKK erreichte er den Rang eines Standartenführers. In der Nachkriegszeit in Deutschland betätigte er sich als Rechtsanwalt und als Geschäftsführer von Spielbanken in Westerland, Baden-Baden und Konstanz.